# Ворлі (Айдахо)
Ворлі (англ. Worley) — місто в окрузі Кутенай, штат Айдахо, США. Згідно з переписом 2010 року населення становило 257 осіб, що на 34 особи більше, ніж 2000 року.

## Географія
Ворлі розташоване за координатами 47°24′2″ пн. ш. 116°55′9″ зх. д. / 47.40056° пн. ш. 116.91917° зх. д. (47.400680, -116.919300).  За даними Бюро перепису населення США в 2010 році місто мало площу 0,48 км², уся площа — суходіл.

## Демографія

### Перепис 2010 року
За даними перепису 2010 року, у місті проживало 257 осіб у 104 домогосподарствах у складі 57 родин. Густота населення становила 522,2 ос./км². Було 116 помешкань, середня густота яких становила 235,7/км². Расовий склад міста: 56,0 % білих, 0,8 % афроамериканців, 28,0 % індіанців, 1,6 % інших рас, а також 13,6 % людей, які зараховують себе до двох або більше рас. Іспанці та латиноамериканці незалежно від раси становили 5,8 % населення.
Із 104 домогосподарств 27,9 % мали дітей віком до 18 років, які жили з батьками; 36,5 % були подружжями, які жили разом; 7,7 % мали господиню без чоловіка; 10,6 % мали господаря без дружини і 45,2 % не були родинами. 34,6 % домогосподарств складалися з однієї особи, у тому числі 10,5 % віком 65 і більше років. У середньому на домогосподарство припадало 2,47 мешканця, а середній розмір родини становив 3,19 особи.
Середній вік жителів міста становив 37,3 року. Із них 26,1 % були віком до 18 років; 10,9 % — від 18 до 24; 24,1 % від 25 до 44; 25,3 % від 45 до 64 і 13,6 % — 65 років або старші. Статевий склад населення: 52,1 % — чоловіки і 47,9 % — жінки.
Середній дохід на одне домашнє господарство  становив 44 444 долари США (медіана — 33 929), а середній дохід на одну сім'ю — 47 251 долар (медіана — 32 750). Медіана доходів становила 30 500 доларів для чоловіків та 31 250 доларів для жінок. За межею бідності перебувало 16,9 % осіб, у тому числі 1,8 % дітей у віці до 18 років та 17,4 % осіб у віці 65 років та старших.
Цивільне працевлаштоване населення становило 124 особи. Основні галузі зайнятості: мистецтво, розваги та відпочинок — 25,0 %, освіта, охорона здоров'я та соціальна допомога — 24,2 %, публічна адміністрація — 10,5 %, будівництво — 9,7 %.

### Перепис 2000 року
За даними перепису 2000 року, у місті проживало 223 особи у 81 домогосподарстві у складі 54 родин. Густота населення становила 453,2 ос/км². Було 95 помешкань, середня густота яких становила 193,1/км². Расовий склад міста: 69,06 % білих, 0,45 % афроамериканців, 28,70 % індіанців, 0,45 % інших рас і 1,35 % людей, які зараховують себе до двох або більше рас. Іспанці та латиноамериканці незалежно від раси становили 2,69 % населення.
Із 81 домогосподарства 33,3 % мали дітей віком до 18 років, які жили з батьками; 55,6 % були подружжями, які жили разом; 8,6 % мали господиню без чоловіка, і 32,1 % не були родинами. 24,7 % домогосподарств складалися з однієї особи, у тому числі 13,6 % віком 65 і більше років. У середньому на домогосподарство припадало 2,75 мешканця, а середній розмір родини становив 3,29 особи.
Віковий склад населення: 28,3 % віком до 18 років, 9,0 % від 18 до 24, 26,0 % від 25 до 44, 16,6 % від 45 до 64 і 20,2 % років і старші. Середній вік жителів — 36 років. Статевий склад населення: 48,4 % — чоловіки і 51,6 % — жінки.
Середній дохід домогосподарств у місті становив $27 500, родин — $32 813. Середній дохід чоловіків становив $33 750 проти $20 833 у жінок. Дохід на душу населення в місті був $10 975. Приблизно 17,2 % родин і 19,8 % населення перебували за межею бідності, включаючи 23,1 % віком до 18 років і жодного від 65 і старших.